# Achrotelium ichnocarpi
Achrotelium ichnocarpi är en svampart som beskrevs av Syd. 1928. Achrotelium ichnocarpi ingår i släktet Achrotelium och familjen Chaconiaceae.   Inga underarter finns listade i Catalogue of Life.